# Espresso Logic
Espresso Logic är ett album från 1993 av Chris Rea.

## Låtlista
1. Espresso Logic
2. Red
3. Soup Of The Day
4. Johnny Needs A Fast Car
5. Between The Devil And The Deep Blu
6. Julia
7. Summer Love
8. New Way
9. Stop
10. She Closed Her Eyes